# 信和不動産 (広島市)
株式会社信和不動産（しんわふどうさん、Shinwa Estate Co.,Ltd.）は、広島県広島市に本社を置く不動産会社。広島県と岡山県に「ヴェルディマンションシリーズ」ブランドの分譲マンション事業、「カーサ・ヴェルディシリーズ」ブランドの一戸建て住宅分譲事業を展開している。

## 概要
広島県内を中心に150棟(7,000戸)以上の供給実績を持つ「ヴェルディ」ブランドの分譲マンション事業を展開し、広島都市圏において2010年から7年連続で供給戸数首位を獲得。2015年岡山県初進出となる「ヴェルディ泉田」(岡山市南区)の供給を皮切りに、岡山都市圏においてもマンション市場の一角を占めるに至っている。

## 沿革
- 1965年　設立
- 1989年　分譲マンション第1号物件「パルコープ長束」(広島市安佐南区)竣工
- 2002年　広島初100m2マンション「ヴェルディ八木コモンガーデン」(広島市安佐南区)を分譲。
- 2004年　広島都市圏マンション供給戸数第2位を達成[1]。
- 2010年　広島都市圏マンション供給戸数第1位を達成[1]。
- 2013年　分譲マンション事業100棟目となる「ヴェルディ大芝公園[リヴァージュ]」(広島市西区)を分譲。
- 2017年　分譲マンション事業150棟目となる「ヴェルディ楽々園[パームガーデン・イースト](広島市佐伯区)を分譲。

## 主な事業内容
- マンション分譲事業（ヴェルディマンションシリーズ）
- 一戸建住宅分譲事業（カーサ・ヴェルディシリーズ）
- 土地開発事業
- 賃貸マンション仲介業務・管理業務
- 不動産売買仲介事業

## 関連会社
- 株式会社信和ホーム